# Kawthoung
Kawthoung är en kommun i Myanmar.   Den ligger i regionen Taninthayiregionen, i den södra delen av landet, 1 100 km söder om huvudstaden Naypyidaw. Antalet invånare är 98 284.